# Groenrugeremomela
De groenrugeremomela (Eremomela pusilla)  is een zangvogel uit de familie Cisticolidae. De vogel komt voor in Afrika. De vogel is nauw verwant met de grijskoperemomela (E. canescens), groenkaperemomela (E. scotops) en karoo-eremomela (E. gregalis).

## Kenmerken
De vogel is 10 tot 11 cm lang en weegt 6 tot 8 g. Hij heeft een bruinig, grijze kop, rond het oog lichter grijs, met daarboven een onduidelijke,smalle witte wenkbrauwstreep. De borst is wit tot licht roodbruin met daaronder een gele buik. Van boven is de vogel olijfgroen.

## Verspreiding en leefgebied
De vogel komt voor van Mauritanië tot Sierra Leone, zuidelijk Tsjaad en de noordwestelijke Centraal Afrikaanse Republiek. Het leefgebied bestaat uit half open bosgebied, savanne begroeid met onder andere  Acacia, heuvelland met struikgewas, riviergeleidend bos, mangrove en bosrijk agrarisch gebied met boomgaarden.

## Status
De grootte van de populatie is niet gekwantificeerd. De groenrugeremomela behoort tot de algemeenste uit het geslacht en is een niet bedreigde soort  op de Rode Lijst van de IUCN.